# Quando quando quando (Alberto Urso)
Quando quando quando è un singolo del cantante italiano Alberto Urso, pubblicato il 15 maggio 2020.

## Descrizione
Il brano è una cover dell'omonimo successo di Tony Renis e ha visto la partecipazione del rapper J-Ax.

## Tracce
1. Quando quando quando – 3:39